# Libertárius szocializmus
A libertárius szocializmus olyan társadalmat akar felépíteni, amiben az erőszakszervezetek, kényszerintézmények és hierarchiák megszűnnek, vagy  hatókörükben drasztikusan csökkentettek és amelyikben minden személynek szabad és egyenlő elérése van az információ és a javak tekintetében. Az egyenlőséget úgy érik el, hogy megszüntetik a magántulajdonhoz való jogot, a termelési módot a munkásosztály és a társadalom, mint egész ellenőrzi.